# 김성수 (축구인)
김성수(한국 한자: 金星洙, 1963년 3월 12일 ~ )는 전 축구 선수 및 현 축구 지도자이다.

## 지도자 경력
2015년FC 서울의 U-18팀인 오산고등학교 축구부의 골키퍼 코치로 재직하였다.
대한민국 U-23 축구 국가대표팀 골키퍼 코치로 2004년 하계 올림픽 축구 8강 진출에 공헌하였으며 그 후 포항 스틸러스와 울산 현대 축구단 (2009-2013)의 골키퍼 코치로 활약하였다.